# カスティーリャ

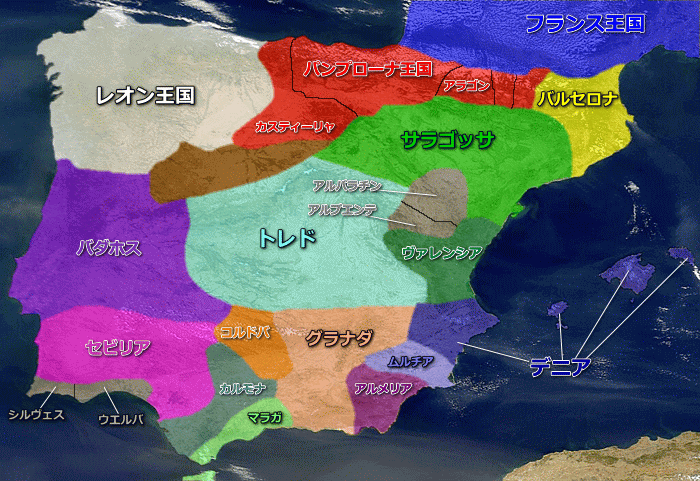
11世紀、サンチョ3世時代のイベリア半島。赤い部分のもっとも西が「カスティーリャ」。

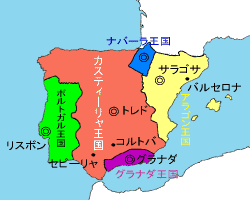
1474年のイベリア半島。

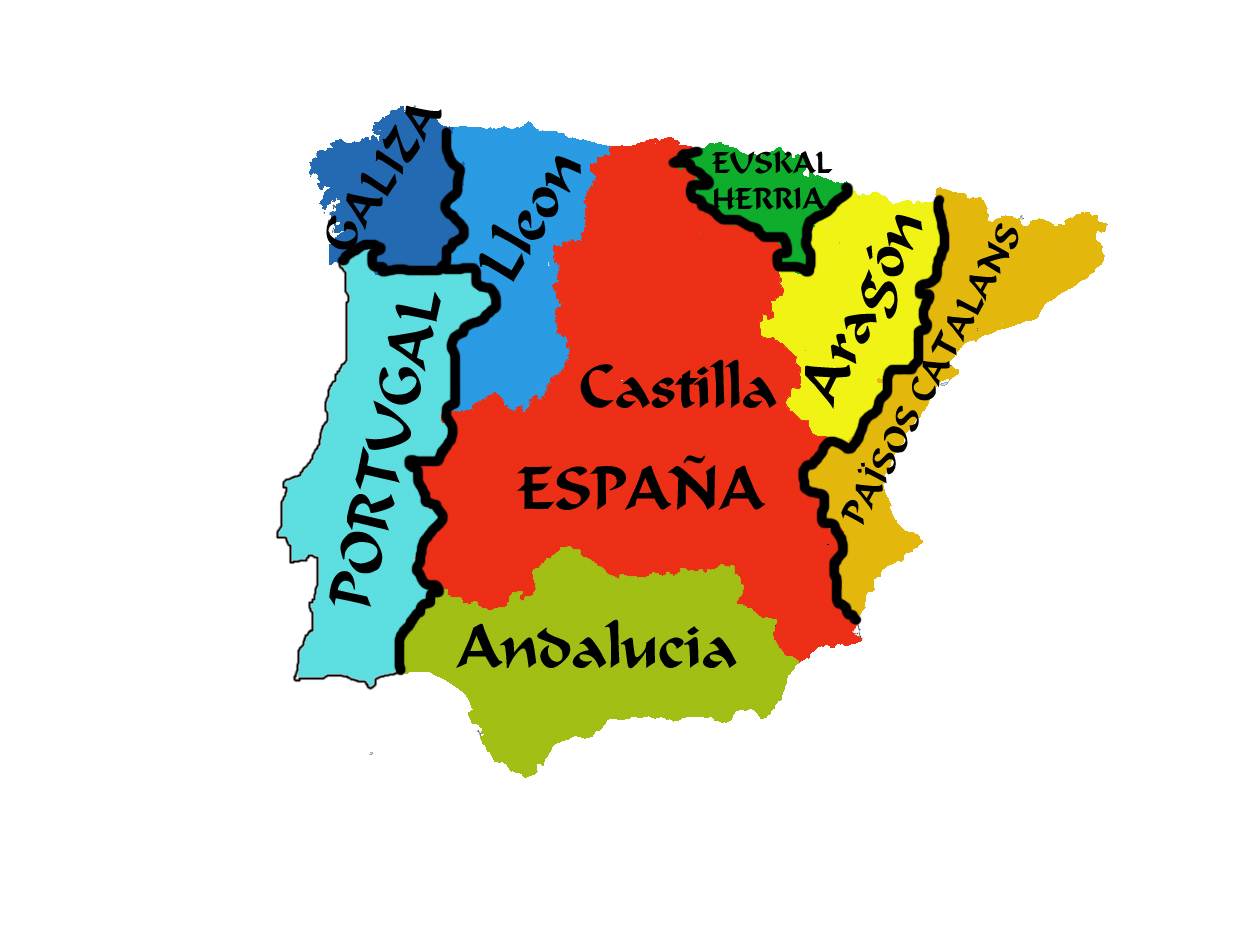
分離主義者が主張するイベリア半島の民族分布。この論に立つ場合、スペイン人は諸民族の大部分を統合する概念となる。

カスティーリャ（スペイン語：Castilla）は、スペインの歴史的な地域名。中世にカスティーリャ王国に属していた地域の中心部を指す。現在では、地方行政区分としての「カスティーリャ」は存在しないが、2つの自治州カスティーリャ・イ・レオン州とカスティーリャ＝ラ・マンチャ州に「カスティーリャ」（他にも、カスティーリャ、カスティーリヤ、カスティリャ、カスティーリァ、カスティーリア、カスティリア、カスティーヤ、カスティラ、カストリヤ、カストリア、カステリヤ、カステリア、カスティージャ）の名称が使われている。

## 歴史

### カスティーリャ王国
「カスティーリャ」は、もともとはカンタブリアの南、ブルゴスを中心とする地域を指した。9世紀以降のレオン王国によるレコンキスタの最前線となった地域で、イスラム教徒に対抗して城（カスティーリョ）が数多く建てられたため、「カスティーリャ」の名が付いたとされる。
11世紀はじめ、ナバラ王サンチョ3世はカスティーリャ伯領を併合したが、その死後に領土が分割相続され、カスティーリャ王国が誕生した。カスティーリャ王国とレオン王国は同君連合となり、12世紀から13世紀にかけてイベリア半島中部と南部（アル＝アンダルス）の征服を進めた。1479年にはアラゴン王国と同君連合となってスペイン王国が成立した。

### 旧カスティーリャと新カスティーリャ
カスティーリャは、伝統的に旧カスティーリャ（カスティーリャ・ラ・ビエハ）と新カスティーリャ（es:Castilla la Nueva）に分かれる。旧カスティーリャは10世紀にカスティーリャ伯領が置かれた地域を中心とし、新カスティーリャは11世紀にアルフォンソ6世が征服したトレド王国の領域である。
1833年の法令では、旧カスティーリャ地方はサンタンデール（現カンタブリア州）、ブルゴス、ログローニョ（現ラ・リオハ州）、パレンシア、バリャドリッド、ソリア、セゴビア、アビラの各県で構成された（のちにバリャドリッドとパレンシアはレオン地方に編入された）。新カスティーリャ地方は、シウダ・レアル、クエンカ、グアダラハラ、マドリード、トレドで構成された。
1978年憲法で自治州制度が導入されてからは、旧カスティーリャとレオン地方は合わせてカスティーリャ・イ・レオン州となり、カンタブリア州とラ・リオハ州が分離した。新カスティーリャはマドリード州とカスティーリャ＝ラ・マンチャ州に分けられた。

## 言語
現在のスペイン語（español）は、カスティーリャ地方で話されていたロマンス語が、カスティーリャ王国の発展と、カスティーリャ王権がその後の統一スペインにおいて中心的役割を果たしたため、国家の言語となったものである。しかし、スペインはヨーロッパでも有数の多言語国家であり、カタルーニャ語、ガリシア語、バスク語はそれぞれの地方の公用語ともなっているし、また、アストゥリアス語、アラゴン語、アラン語（カタルーニャ州のアラン谷では公用語となっている）なども話されており、一般には「カスティーリャ語」（castellano）と呼ばれることも多い。また南米でも国によっては（特にアルゼンチンやチリ）、「スペイン語」ではなく「カスティーリャ語」と呼ばれることが多い。